# Veine circonflexe humérale antérieure
La veine circonflexe humérale antérieure (ou veine circonflexe antérieure de l'humérus) est une veine du bras.

## Trajet
La veine circonflexe humérale antérieure est la veine satellite de l'artère circonflexe antérieure de l'humérus.
Elle passe devant le col chirurgical de l'humérus et contribue au système anastomotique de la veine circonflexe scapulaire.